# BBC Entertainment
BBC Entertainment är en renodlad underhållningskanal från det brittiska public service-tv- och radiobolaget BBC:s kommersiella arm BBC Worldwide och dess förgrening BBC Nordic. Sändningarna till Sverige startade den 3 december 2008 samtidigt som BBC Lifestyle, BBC Knowledge och BBC HD lanserades av BBC Nordic. Kanalen sänder i en version speciellt framtagen för den skandinaviska marknaden med undertexter på de skandinaviska språken. Den främsta anledningen till att kanalen sänder i olika versioner för olika regioner är tillgången till program. Ofta har man enbart rättigheter att sända ett visst program över en specifik region. BBC Entertainment ersattes 13 april 2015 i Norden av BBC Brit.

## Innehåll
BBC Entertainment visar relativt nyproducerade och klassiska serier producerade av BBC och andra i huvudsak brittiska TV-bolag. Nyproducerade program visas oftast något år efter originalvisningen i Storbritannien. Det finns dock några få undantag till regeln. Sedan 2012 visa Alan Carr: Chatty Man bara någon vecka efter originalvisningen på Channel 4 i Storbritannien. Långköraren Eastenders som visas bara någon vecka efter originalsändningen på inhemska BBC One. De flesta program är textade på svenska med undantag av de serier man saknar rättigheter att sända svenska texter till. Vid övergången från föregångaren BBC Prime till BBC Entertainment fick den nya kanalen kritik för att den visade för många repriser och att flera av BBC:s mest kända program inte alls visades.

## Målgrupp
Kanalen riktar sig till tittare i länder utanför Storbritannien och ingår i BBC:s kommersiella del BBC Worldwide som saknar public service-skyldigheter. BBC Entertainments syfte är att tjäna pengar som bidrar till att finansiera de inhemska public service-kanalerna. Verksamheten sker helt och hållet på kommersiella grunder och inga bidrag kommer från den brittiska tv-licensen. Andra kanaler i denna kategori är BBC Lifestyle, BBC World News, BBC Knowladge, BBC HD och UKTV. Den sistnämnda sänder ett antal reklamkanaler inom Storbritannien på Sky-plattformen.

## Historia
Föregångarna till BBC Entertainment var BBC TV Europe och BBC Prime. Den förstnämnda sände från 1987 till 1991 till tittare över hela Europa via satellit och kabel. Kanalen samsände en blandning av program från BBC One och BBC Two och varvade dessa med reklamavbrott. Samma program som visades i Storbritannien sändes alltså till tittarna i Europa. BBC TV Europe fungerade på samma sätt som svenska SVT Europa idag samsänder program från SVT1 och SVT2 till tittare utanför Sveriges gränser. 
BBC TV Europe ersattes dock 1991 av kanalen BBC World Service Television. Programpolicyn förändrades helt eftersom brittiska politiker beslutat att licenspengar enbart skulle få gå till BBC:s inhemska verksamhet. Samsändningarna med BBC One och BBC Two upphörde och ersattes av repriser av gamla serier. 1995 lades kanalen ner och ersattes med nyhetskanalen BBC World och underhållningskanalen BBC Prime. BBC Prime blev en best off-kanal som visade godbitar från BBC:s arkiv.
De första versionerna av BBC Entertainment lanserades under 2007 till tittare i Asien. Sändningarna till Sverige startade den 3 december 2008 samtidigt som BBC Lifestyle, BBC Knowledge och BBC HD lanserades. Kanalen spelas upp hos Red Bee Media i deras programkontroll i Broadcast Centre, en del av BBC Media Village, beläget i BBC White City, i White City, i västra London.

## Mottagning
Kanalen är en kodad betalkanal och sänds på satellit, kabelnät och IP-TV. Att abonnera på BBC Entertainment går i Sverige om man har digital-TV från kabel-TV-operatören Com Hem. Via parabol är man tvungen att abonnera på ett paket från Canal Digital för att få tillgång till kanalen. I detta fall sänds kanalen på satelliten Thor. Precis som sin föregångare BBC Prime är BBC Entertainment aktuell för det digitala marknätet och Boxer från 2013 efter ett politiskt beslut om nya kanaler sommaren 2012. Sändningarna upphörde i samband med att BBC Prime fasades ut den 1 december 2008 och nylanseringen i marknätet sker alltså först 2013. I Com hem och Canal digital ersättas föregångaren BBC Prime med nya BBC Entertainment.
BBC:s inhemska public service-kanaler, BBC One, BBC Two BBC Three, BBC Four, BBC News, CBBC, CBeebies, BBC Parlament och den inhemska versionen av BBC HD är officiellt inte tillgängliga i Sverige. Trots detta är det på flera platser i Sverige möjligt att ta emot de digitala sändningarna från satelliten Astra 1N om man har en tillräckligt stor parabolantenn. Programkort eller abonnemang krävs inte då sändningarna är okodade. I Stockholmsområdet räckte det tidigare med en 120 cm stor parabol för att kunna ta emot sändningarna. Kanalerna sänds nu tillfälligt från satelliten Astra 1N som innebär att det är ganska enkelt att ta emot sändningarna i södra Sverige med en mindre parabol. Kanalerna flyttades tillsammans med ITV:s och Channel 4:s kanaler över till den nya satelliten Astra 2E i början på februari 2014. Detta innebär att mottagning utanför Storbritannien blivit avsevärt svårare och alltså kräver större parabolantenner. På många håll i Europa har mottagning i princip omöjliggjorts i och med flytten till den nya satelliten.

## Rundturer och inspelningar med publik

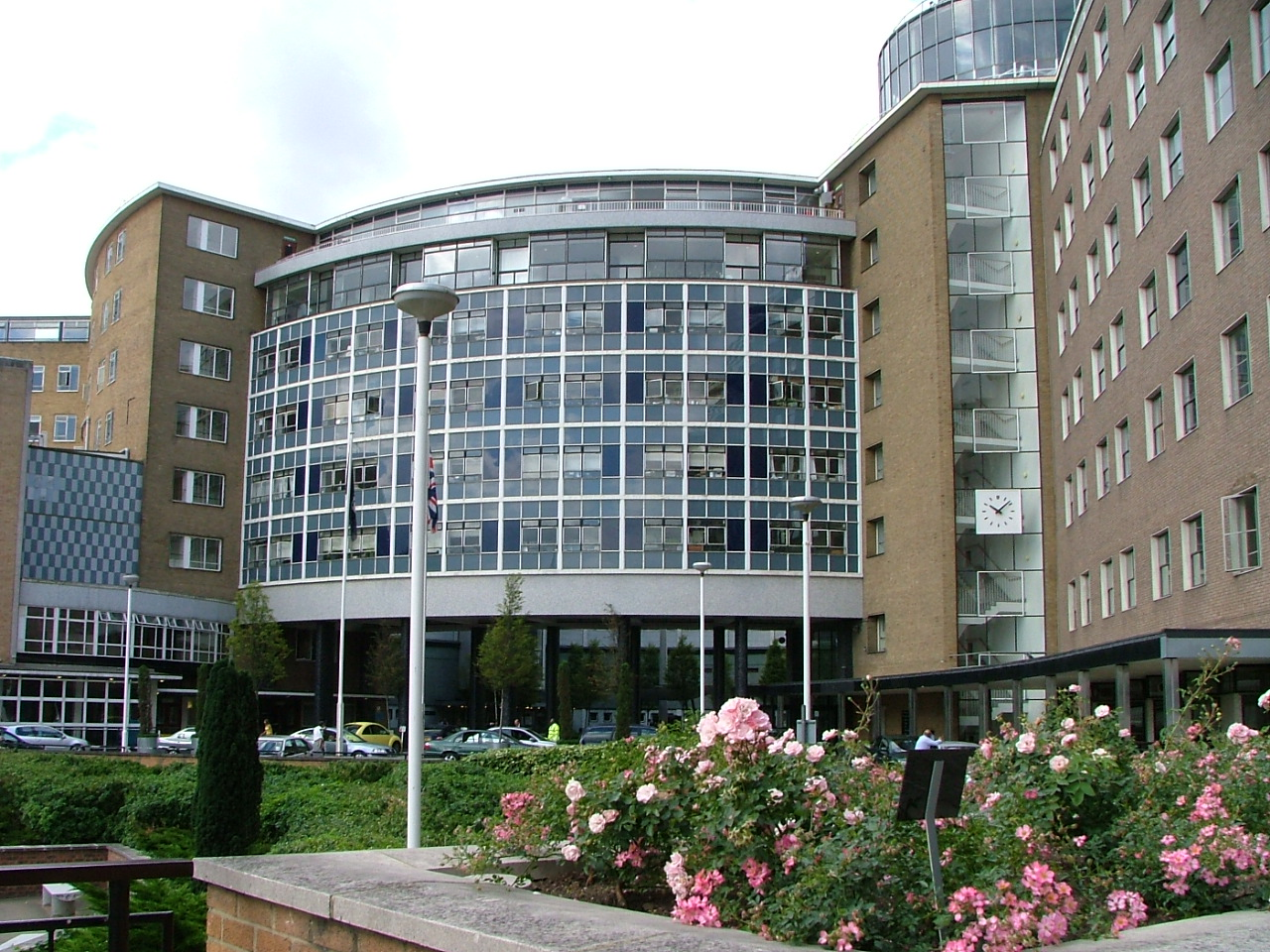
BBC Television Centre i White City, västra London med bland annat Europas största tv-studio

BBC erbjuder mot en biljettkostnad guidade rundturer på de flesta av sina mediahus runt omkring i Storbritannien. I London går det att få guidade turer i både Broadcasting House på Portland Place / Regent Street vid Oxford Circus, där radiokanalerna har sin bas samt i Television Centre i White City, västra London, där många av tv-programmen produceras och spelas upp. Här finns nyhetsredaktionerna som ligger bakom både BBC:s inhemska nyhetssändningar i BBC One och den internationella kommersiella nyhetskanalen BBC World News. Det går även att få biljetter till många av BBC:s tv-produktioner med publik som i de flesta av fallen är gratis, ett exempel är talkshowen Friday Night with Jonathan Ross. Det ska dock poängteras att trycket på biljetterna i många fall kan vara mycket stort då programmen har mångmiljonpublik på TV och att biljetterna till de allra största programmen kan vara svåra att komma åt. BBC Shows and Tours
Till Strictly Come Dancing, originalversionen av programmet som i Sverige heter Let's Dance, är trycket så stort att lottning förekommer och enbart ett litet fåtal av alla de hundratusentals som ansöker får biljetter. Direktsändningarna av det programmet sker i Studio 1 i Television Centre i White City, London.